# U.S. International Classic 2022
U.S. International Classic 2022 – pierwsze zawody łyżwiarstwa figurowego z cyklu Challenger Series 2022/2023. Zawody rozgrywano od 12 do 17 września 2022 roku w hali Lake Placid Olympic Center w Lake Placid.
W konkurencji solistów triumfował Amerykanin Ilia Malinin, który podczas programu dowolnego, 14 września 2022, jako pierwszy łyżwiarz w historii wykonał poczwórnego axla.
W konkurencji solistek zwyciężyła Koreanka Kim Ye-lim, w parach sportowych Włosi Rebecca Ghilardi i Filippo Ambrosini, zaś w parach tanecznych reprezentanci Wielkiej Brytanii Lilah Fear i Lewis Gibson.

## Terminarz
| Data        | Godzina                     | Konkurencja   | Segment          |
| ----------- | --------------------------- | ------------- | ---------------- |
| 13 września | 18:30 UTC-04:00 / 00:30 CET | Pary sportowe | Program krótki   |
| 13 września | 20:00 UTC-04:00 / 02:00 CET | Soliści       | Program krótki   |
| 14 września | 13:30 UTC-04:00 / 19:30 CET | Pary taneczne | Taniec rytmiczny |
| 14 września | 15:50 UTC-04:00 / 21:50 CET | Solistki      | Program krótki   |
| 14 września | 18:45 UTC-04:00 / 00:45 CET | Pary sportowe | Program dowolny  |
| 14 września | 20:25 UTC-04:00 / 02:25 CET | Soliści       | Program dowolny  |
| 15 września | 16:30 UTC-04:00 / 22:30 CET | Pary taneczne | Taniec dowolny   |
| 15 września | 19:00 UTC-04:00 / 01:00 CET | Solistki      | Program dowolny  |

## Rekordy świata
| Rekordy świata (GOE±5) na moment rozpoczęcia zawodów (stan na 12 września 2022): | Rekordy świata (GOE±5) na moment rozpoczęcia zawodów (stan na 12 września 2022): | Rekordy świata (GOE±5) na moment rozpoczęcia zawodów (stan na 12 września 2022): | Rekordy świata (GOE±5) na moment rozpoczęcia zawodów (stan na 12 września 2022): | Rekordy świata (GOE±5) na moment rozpoczęcia zawodów (stan na 12 września 2022): | Rekordy świata (GOE±5) na moment rozpoczęcia zawodów (stan na 12 września 2022): |
| Konkurencja                                                                      | Segment                                                                          | Zawodnicy                                                                        | Punkty                                                                           | Zawody                                                                           | Data                                                                             |
| -------------------------------------------------------------------------------- | -------------------------------------------------------------------------------- | -------------------------------------------------------------------------------- | -------------------------------------------------------------------------------- | -------------------------------------------------------------------------------- | -------------------------------------------------------------------------------- |
| Soliści                                                                          | Nota łączna                                                                      | Nathan Chen                                                                      | 335,30                                                                           | Finał Grand Prix 2019                                                            | 7 grudnia 2019                                                                   |
| Soliści                                                                          | Program dowolny                                                                  | Nathan Chen                                                                      | 224,92                                                                           | Finał Grand Prix 2019                                                            | 7 grudnia 2019                                                                   |
| Soliści                                                                          | Program krótki                                                                   | Nathan Chen                                                                      | 113,97                                                                           | Zimowe igrzyska olimpijskie 2022                                                 | 10 lutego 2020                                                                   |
| Solistki                                                                         | Nota łączna                                                                      | Kamiła Walijewa                                                                  | 272,71                                                                           | Rostelecom Cup 2021                                                              | 27 listopada 2021                                                                |
| Solistki                                                                         | Program dowolny                                                                  | Kamiła Walijewa                                                                  | 185,29                                                                           | Rostelecom Cup 2021                                                              | 27 listopada 2021                                                                |
| Solistki                                                                         | Program krótki                                                                   | Kamiła Walijewa                                                                  | 90,45                                                                            | Mistrzostwa Europy 2022                                                          | 13 stycznia 2022                                                                 |
| Pary sportowe                                                                    | Nota łączna                                                                      | Sui Wenjing / Han Cong                                                           | 239,88                                                                           | Zimowe igrzyska olimpijskie 2022                                                 | 19 lutego 2022                                                                   |
| Pary sportowe                                                                    | Program dowolny                                                                  | Anastasija Miszyna / Aleksandr Gallamow                                          | 157,46                                                                           | Mistrzostwa Europy 2022                                                          | 13 stycznia 2022                                                                 |
| Pary sportowe                                                                    | Program krótki                                                                   | Sui Wenjing / Han Cong                                                           | 84,41                                                                            | Zimowe igrzyska olimpijskie 2022                                                 | 18 lutego 2022                                                                   |
| Pary taneczne                                                                    | Nota łączna                                                                      | Gabriella Papadakis / Guillaume Cizeron                                          | 229,82                                                                           | Mistrzostwa świata 2022                                                          | 26 marca 2022                                                                    |
| Pary taneczne                                                                    | Taniec dowolny                                                                   | Gabriella Papadakis / Guillaume Cizeron                                          | 137,09                                                                           | Mistrzostwa świata 2022                                                          | 26 marca 2022                                                                    |
| Pary taneczne                                                                    | Taniec rytmiczny                                                                 | Gabriella Papadakis / Guillaume Cizeron                                          | 92,73                                                                            | Mistrzostwa świata 2022                                                          | 25 marca 2022                                                                    |

## Wyniki

### Soliści
| Poz. | Zawodnik         | Nota łączna | SP | SP    | FS  | FS     |
| ---- | ---------------- | ----------- | -- | ----- | --- | ------ |
| 1    | Ilia Malinin     | 257,28      | 6  | 71,84 | 1   | 185,44 |
| 2    | Kévin Aymoz      | 236,17      | 1  | 83,52 | 2   | 152,65 |
| 3    | Camden Pulkinen  | 219,49      | 3  | 77,44 | 4   | 142,05 |
| 4    | Mark Gorodnitsky | 218,83      | 2  | 77,65 | 5   | 141,18 |
| 5    | Jimmy Ma         | 216,76      | 8  | 69,88 | 3   | 146,88 |
| 6    | Stephen Gogolev  | 208,43      | 5  | 72,89 | 6   | 135,54 |
| 7    | Arlet Levandi    | 202,29      | 7  | 70,02 | 7   | 132,27 |
| 8    | Donovan Carrillo | 181,44      | 9  | 68,10 | 10  | 113,34 |
| 9    | Eric Sjoberg     | 179,09      | 11 | 47,49 | 8   | 131,60 |
| 10   | Wesley Chiu      | 171,69      | 10 | 55,14 | 9   | 116,55 |
| WD   | Daniel Grassl    | DNF         | 4  | 73,69 | DNF | DNF    |

### Solistki
| Poz. | Zawodniczka         | Nota łączna | SP  | SP    | FS  | FS     |
| ---- | ------------------- | ----------- | --- | ----- | --- | ------ |
| 1    | Kim Ye-lim          | 190,64      | 5   | 58,32 | 1   | 132,32 |
| 2    | You Young           | 183,40      | 1   | 63,19 | 2   | 120,21 |
| 3    | Mana Kawabe         | 180,11      | 2   | 62,68 | 3   | 117,43 |
| 4    | Audrey Shin         | 176,44      | 3   | 61,16 | 5   | 115,28 |
| 5    | Sonja Hilmer        | 174,46      | 6   | 57,93 | 4   | 116,53 |
| 6    | Jocelyn Hong        | 162,54      | 4   | 60,76 | 6   | 101,78 |
| 7    | Jill Heiner         | 142,53      | 9   | 47,41 | 7   | 95,12  |
| 8    | Alessia Tornaghi    | 133,48      | 8   | 49,06 | 9   | 84,42  |
| 9    | Marilena Kitromilis | 129,64      | 7   | 52,55 | 11  | 77,09  |
| 10   | Eliška Březinová    | 129,15      | 10  | 43,03 | 8   | 86,12  |
| 11   | Sofia Frank         | 115,89      | 13  | 37,62 | 10  | 78,27  |
| 12   | Victoria Alcantara  | 108,84      | 11  | 41,25 | 12  | 67,59  |
| 13   | Andrea Montesinos   | 103,29      | 12  | 39,86 | 13  | 63,43  |
| WD   | Merilyn Otgonbayar  | DNS         | DNS | DNS   | DNS | DNS    |

### Pary sportowe
| Poz. | Zawodnicy                                | Nota łączna | SP | SP    | FS | FS     |
| ---- | ---------------------------------------- | ----------- | -- | ----- | -- | ------ |
| 1    | Rebecca Ghilardi / Filippo Ambrosini     | 189,22      | 1  | 64,78 | 1  | 124,44 |
| 2    | Emily Chan / Spencer Akira Howe          | 181,81      | 2  | 61,71 | 2  | 120,10 |
| 3    | Valentina Plazas / Maximiliano Fernandez | 166,25      | 3  | 56,20 | 3  | 110,05 |
| 4    | Maria Mokhova / Ivan Mokhov              | 161,29      | 4  | 54,65 | 4  | 106,64 |
| 5    | Kelly Ann Laurin / Loucas Ethier         | 150,81      | 5  | 50,48 | 5  | 100,33 |
| 6    | Megan Wessenberg / Blake Eisenach        | 138,22      | 6  | 46,94 | 6  | 91,28  |
| 7    | Lori-Ann Matte / Thierry Ferland         | 132,15      | 7  | 76,13 | 7  | 86,02  |

### Pary taneczne
| Poz. | Zawodnicy                                       | Nota łączna | RD | RD    | FD | FD     |
| ---- | ----------------------------------------------- | ----------- | -- | ----- | -- | ------ |
| 1    | Lilah Fear / Lewis Gibson                       | 190,80      | 1  | 77,22 | 1  | 113,58 |
| 2    | Eva Pate / Logan Bye                            | 179,63      | 3  | 72,66 | 2  | 106,97 |
| 3    | Lorraine McNamara / Anton Spiridonov            | 179,03      | 2  | 73,17 | 4  | 105,86 |
| 4    | Marie-Jade Lauriault / Romain Le Gac            | 175,67      | 4  | 69,72 | 3  | 106,95 |
| 5    | Haley Sales / Nikolas Wamsteeker                | 170,11      | 5  | 66,04 | 5  | 104,07 |
| 6    | Katarina Wolfkostin / Jeffrey Chen              | 164,07      | 6  | 60,69 | 6  | 103,38 |
| 7    | Misato Komatsubara / Tim Koleto                 | 155,94      | 7  | 60,38 | 7  | 95,56  |
| 8    | Marija Nosowicka / Michaił Nosowicki            | 154,29      | 8  | 59,44 | 8  | 94,85  |
| 9    | Leia Dozzi / Pietro Papetti                     | 149,39      | 10 | 57,76 | 9  | 91,63  |
| 10   | Olivia Oliver / Elliott Graham                  | 148,19      | 9  | 58,33 | 10 | 89,86  |
| 11   | Charlotte Lafond-Fournier / Richard Kang-in Kam | 139,41      | 11 | 57,67 | 11 | 81,74  |
| 12   | Samantha Ritter / Daniel Brykałow               | 131,10      | 12 | 54,63 | 12 | 76,47  |